# Monasterio de San Jaime de Frontanya
El monasterio de San Jaime de Frontanya (en catalán: monestir de Sant Jaume de Frontanyà) en catalán) es un monasterio agustiniano, está situado en el centro del pueblo del mismo nombre, en la provincia de Barcelona, España.

## Historia
En el siglo XI se construyó para acoger la comunidad de Sant Jaume Vell, que estaba en mal estado en lo alto de la montaña. Se sabe que en el año 1066 ya estaban en la nueva edificación. Los señores del lugar hacían grandes donaciones, llegando a tener seis canónigos y un prior. A partir de la muerte de su último prior Arnald Fresc, en 1395, se inició su decadencia, ya que los priores comendatarios se empezaron a apropiar las rendas que tenía el monasterio. La extinción de los monasterios de la orden de San Agustín en Cataluña en el año 1592, hizo que pasara a depender del obispado de Solsona.

## El edificio

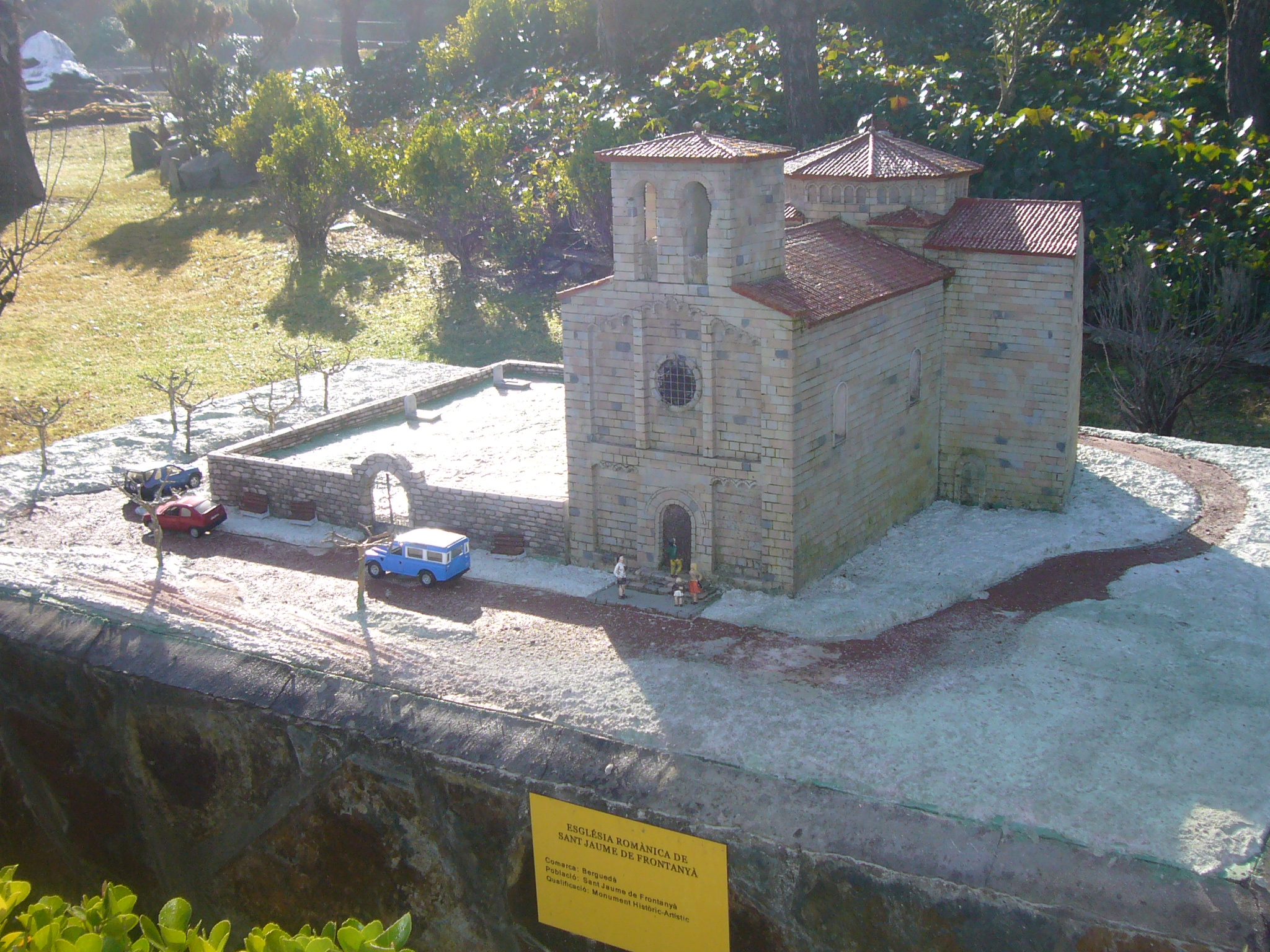
Maqueta del edificio, en Cataluña en Miniatura

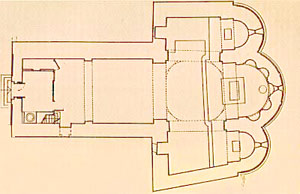
Planta del edificio

Del monasterio solo queda la iglesia de una sola nave, tres ábsides y transepto. La nave y los brazos del transepto tienen bóveda de cañón, sobre el crucero hay una cúpula ochavada, que forma un cimborrio en el exterior de doce caras, único de este periodo en Cataluña. En el ábside central hay cinco hornacinas semicirculares separadas por semicolumnas.
En el exterior la fachada presenta una ventana en forma de ojo de buey, sobre la puerta de entrada formada por dos arcos de medio punto en degradación.
Los ábsides tienen una decoración de tres series de cinco arcuaciones separadas por lesenas en el central y frisos de arcuaciones en los laterales. En el cimborrio también se encuentra un friso con arcuaciones.
El campanario cuadrado, es del siglo XVI, colocado sobre la fachada principal.
En el Museo Diocesano y Comarcal de Solsona, se encuentra una tabla pintada al temple, narrando la vida del apóstol San Jaime de finales del siglo XIII.